# Ivan Kolev (lutte)
Pour les articles homonymes, voir Ivan Kolev.
Ivan Kolev Ivanov, né le 17 avril 1951 à Chirpan, est un lutteur bulgare, disputant des compétitions de lutte gréco-romaine.

## Biographie
Quatrième des Jeux olympiques d'été de 1972 en catégorie des moins de 74 kg, il remporte en 1973 la médaille d'or dans cette catégorie aux Championnats du monde et aux Championnats d'Europe. Il conserve son titre aux Championnats d'Europe de lutte 1974 en catégorie des moins de 74 kg et obtient une médaille de bronze aux Championnats d'Europe de lutte 1976 en catégorie des moins de 82 kg. Il participe aux Jeux olympiques d'été de 1976, terminant troisième en moins de 82 kg.
Il est l'ex-mari de l'athlète Svetla Zlateva.